# Telchac Puerto
Telchac Puerto là một đô thị thuộc bang Yucatán, México. Năm 2005, dân số của đô thị này là 1626 người.